# Atentado de Yakarta de 2017
El atentado de Yakarta fue un acontecimiento que se desarrolló el 24 de mayo del 2017 en una terminal de autobuses de Kampung Maleyu, en la región de Yakarta Oriental, en Indonesia. El hecho se produjo cuando dos presuntos terroristas suicidas se inmolaron en las inmediaciones de la central de autobuses dejando alrededor de 10 heridos, 5 muertos y graves daños materiales en el lugar. El hecho fue supuestamente adjudicado a Estado Islámico.
El hecho ocurrió solo dos días después del ataque suicida en el Mánchester Arena, en el Reino Unido que ocasionó 22 muertos.

## Contexto
Desde los atentados de Bali en 2002 que causaron 202 muertos, Indonesia ha sido blanco de diversos atentados terroristas de creencia islámica que han dejado centenares de muertos. Como consecuencia de ello, el gobierno indonesio ha lanzado ofensivas contra extremistas islamitas y, según los expertos, ha logrado debilitar a los grupos más peligrosos. A pesar de ello, el Estado Islámico, que creó su califato en 2014, ha conseguido movilizar a grupos radicales. Un ejemplo de ello son los atentados de Yakarta en 2016 perpetrado por dicho grupo terrorista que dejó 4 muertos y 10 heridos. Además, la policía indonesia ha logrado frustrar atentados y planes yihadistas.

## Atentados

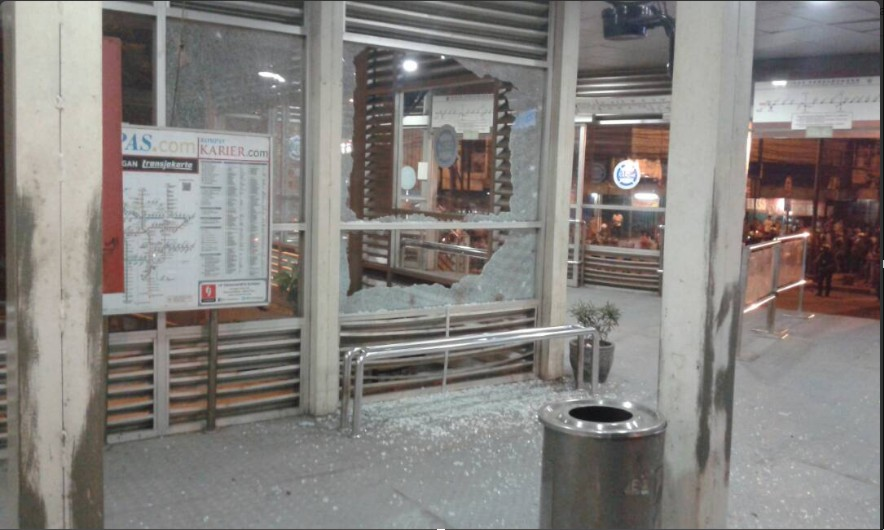
Daños en la terminal después de la explosión

A las 9 p. m., hora de Indonesia, se produjo una primera explosión en la parada de la terminal de autobuses de Kampung Maleyu y consecutivamente se produjo una segunda en el área de los baños. Durante el hecho, murieron tres policías y los dos atacantes. Varios miembros de cuerpos de los heridos y víctimas quedaron esparcidos en las áreas siniestradas.
Las fuerzas de seguridad se encontraban en ese momento vigilando un desfile que se llevaba a cabo en la ciudad, por lo que al conocer la situación, fueron rápidamente al lugar de los hechos junto con los servicios de emergencia y se ordenó la evacuación de todo el lugar así como el establecimiento de una zona perimetral para impedir el paso.

### Consecuencias
La terminal de autobuses fue cerrada como consecuencia de las explosiones y otros sistemas de transporte fueron igualmente pausados hasta el nuevo aviso de las autoridades que, según ellas, las medidas eran para impedir otra tragedia. Esto ocasionó que la movilidad en la ciudad fuera más complicada de lo habitual.

## Investigaciones
Se llamó al escuadrón de bombas de la ciudad de Yakarta quienes, determinaron que las bombas eran artefactos explosivos improvisados que estaban encapsulados en ollas de presión.
El examen en el sitio de la explosión reveló que durante el ataque las bombas podrían haber estado ocultas debajo de las mochilas. El examen también reveló que la fuerza de la bomba era casi igual de poderosa que la utilizada en el atentado de Mánchester Arena dos días antes. Ambas bombas fueron hechas de peróxido de acetona.

### Perpetradores
La policía llevó a cabo una prueba de ADN y los resultados se anunciaron en 1 o 2 semanas. Según los oficiales, los cuerpos de los perpetradores fueron mutilados y apenas reconocibles.
El 25 de mayo, fue allanada una casa en Bandung. Se sospecha que era una casa de los atacantes. En la vivienda se encontraron una mujer y sus hijos a quienes llevaron a la estación de policía junto con pertenencias que hacían referencias al Islam. La policía concluyó que el propietario de la casa era de los atacantes suicidas y fue identificado como Ichwan Nurul Salam.
Mientras tanto, en la misma ciudad fue igualmente registrada la casa del segundo terrorista. Este fue identificado como Ahmad Sukri. En la vivienda se encontraba la madre del atacante quien fue llevada a la comisaría para declarar.
Ese mismo día, la policía confirmaba que se sospechaba que el Estado Islámico estuviera detrás de los atentados por las pruebas preliminares.
El 26 de mayo, el Daesh se adjudicó los ataques a través de su agencia de noticias Amaq.

## Reacciones

### Indonesia
El presidente de Indonesia, Joko Widodo llamó a la calma y luego condenó los atentados y envió sus condolencias a las familias de las víctimas. Además, dijo que no cedería a la guerra contra el terrorismo y dijo que iba a tomar medidas más enérgicas contra el terrorismo.
El 25 de mayo, el presidente indonesio junto con su esposa y otras figuras del gobierno visitaron el lugar de los hechos y se reunieron con algunas de las víctimas.
Por otro lado, diversas figuras políticas de Indonesia condenaron el atentado y expresaron su solidaridad.

### Mundial
- Malasia: El gobierno de Malasia condenó el atentado.[12]
- Australia: El primer ministro australiano, Malcolm Turnbull,  llamó a Joko Widodo proclamando su condena al ataque y expresando sus condolencias y solidaridad.[13]

Mientras tanto, los gobiernos del Reino Unido, Australia y Estados Unidos emitieron alertas de viaje a Indonesia.